# Pacoima Wash
Der Pacoima Wash ist ein etwa 53 km (33 Meilen) langer Fluss im San Fernando Valley in Los Angeles County, Kalifornien. Der Pacoima Wash ist ein Nebenfluss des Tujunga Wash, der seinerseits in den Los Angeles River mündet.
Der Fluss entspringt am Mount Gleason in den westlichen San Gabriel Mountains. Er durchfließt als Pacoima Creek den Pacaimo Canyon bis zur Pacoima-Talsperre. Er durchfließt ab hier Sylmar, San Fernando, Pacoima, Mission Hills, Panorama City, und Van Nuys. Ab der Talsperre fließt der Fluss in ein Betonbecken zum Hochwasserschutz.
Auf Höhe der Eight Street durchfließt das Gewässer einen 2023 nach der Politikerin Cindy Montañez benannten Park, den vormaligen Pacoima Wash Natural Park. Der Park erstreckt sich auf Gebiete der Städte San Fernando und Los Angeles.